# أوسكار كانو
أوسكار كانو (بالإسبانية: Óscar Cano Moreno)‏ هو مدرب رياضي ومدرب كرة قدم إسباني، ولد في 6 نوفمبر 1972 في غرناطة في إسبانيا.

## وصلات خارجية
- الموقع الرسمي